# Óscar Celada
Óscar Luis Celada (Luarca, Asturias, España, 9 de marzo de 1966) es un exfutbolista y médico deportivo español.

## Trayectoria
Llegó a la Escuela de fútbol de Mareo en 1985 procedente del Luarca C. F. y debutó con el Real Sporting de Gijón en la segunda vuelta de la temporada 1988-89, tras regresar de una cesión en el U. P. Langreo durante la primera parte de la campaña. Disputó quince partidos y consiguió dos goles. En el club asturiano permaneció cinco años más, convirtiéndose en un jugador importante y con un buen número de participaciones en cada temporada.
En el verano de 1994 llegó con la carta de libertad al Real Zaragoza. Participó en diecinueve encuentros de Liga y conquistó el que fue su mayor logro como jugador: la Recopa de Europa que el club maño ganó al Arsenal F. C. Óscar permaneció en el Zaragoza durante la campaña 1995-96 como titular, pero en la 1996-97 perdió protagonismo, al disputar sólo nueve partidos a lo largo de todo el campeonato.
Para el ejercicio 1997-98 recaló en la U. D. Las Palmas, en Segunda División. Especialmente destacados fueron sus datos en ese año, pues disputó treinta y siete partidos en los que anotó tres goles. Siguió en el equipo amarillo otra campaña más. Su último club como profesional fue el Universidad de Las Palmas C. F., con el que obtuvo el ascenso a Segunda División en junio de 2000; sin embargo, en la campaña siguiente, previa a su retirada, no pudo contribuir a mantener la categoría.

## Tras su retirada
Licenciado en Medicina y Cirugía, y especialista en Traumatología del Deporte, ejerció como colaborador en la Real Federación Española de Atletismo. Posteriormente, fue también becario del Consejo Superior de Deportes y trabajó en el equipo del doctor Guillén en la clínica Cemtro de Madrid.
En junio de 2008 llegó al Real Zaragoza para trabajar a las órdenes del doctor Villanueva como médico de la primera plantilla. Unos meses después, y gracias a la mediación de Fernando Hierro, se incorporó a la RFEF como médico de la selección, actuando como máximo responsable en esta parcela durante la Copa Mundial de Fútbol de 2010. El 22 de septiembre de 2014 concluyó su vinculación con el Real Zaragoza. El 7 de julio de 2017 se anunció su contratación por el Club Atlético de Madrid para el cargo de médico del primer equipo.

## Clubes
| Club                            | País   | Año       |
| ------------------------------- | ------ | --------- |
| Sporting de Gijón Atlético      | España | 1985-1988 |
| U. P. Langreo                   | España | 1988-1989 |
| Real Sporting de Gijón          | España | 1989-1994 |
| Real Zaragoza                   | España | 1994-1997 |
| U. D. Las Palmas                | España | 1997-1999 |
| Universidad de Las Palmas C. F. | España | 1999-2001 |

## Palmarés

### Copas internacionales
| Título           | Club          | País   | Año  |
| ---------------- | ------------- | ------ | ---- |
| Recopa de Europa | Real Zaragoza | España | 1995 |